# لوروا إدواردز
لوروا إدواردز (11 أبريل 1914 في الولايات المتحدة - 25 أغسطس 1971 في الولايات المتحدة) (بالإنجليزية: Leroy Edwards)‏ هو لاعب كرة سلة أمريكي في مركز الوسط. لعب مع أوشكوش أول ستارز ‏.

## وصلات خارجية
- لوروا إدواردز على موقع سبورتس رفرنس (الإنجليزية)